# 1364
| [ Edytuj tabelę ]                          |                                                                                                 |
| Król Polski                                | - 1333 Kazimierz III Wielki 1370                                                                |
| Król Albanii                               | - 1332 Robert 1364 - 1364 Filip II 1368                                                         |
| Współksiążęta Andory                       | - 1362 Guillem Arnau i Patau 1364 - 1343 Gaston III 1391                                        |
| Król Anglii                                | - 1327 Edward III 1377                                                                          |
| Król Aragonii i Walencji, hrabia Barcelony | - 1336 Piotr IV Aragoński 1387                                                                  |
| Władca Azteków                             | - 1325 Tenoch 1376                                                                              |
| Elektor Brandenburgii                      | - 1356 Ludwik VI Rzymianin 1365                                                                 |
| Książę Bawarii                             | - 1347 Stefan II 1375                                                                           |
| Książę Burgundii                           | - 1361 interregnum 1364 - 1364 Filip II Śmiały 1404                                             |
| Cesarz Bizancjum                           | - 1355 Jan V Paleolog 1376                                                                      |
| Car Bułgarii                               | - 1331 Iwan Aleksander 1371 - 1356 Iwan Stracimir 1396                                          |
| Cesarz Chin                                | - 1333 Huizong 1368                                                                             |
| Król Cypru                                 | - 1359 Piotr I 1369                                                                             |
| Król Czech                                 | - 1346 Karol IV Luksemburski 1378                                                               |
| Król Danii                                 | - 1340 Waldemar Atterdag 1376                                                                   |
| Władca Egiptu                              | - 1363 Al-Aszraf Szaban 1377                                                                    |
| Cesarz Etiopii                             | - 1344 Nyuaje Krystos 1372                                                                      |
| Król Francji                               | - 1350 Jan II Dobry 1364 - 1364 Karol V Mądry 1380                                              |
| Król Gruzji                                | - 1360 Bagrat V Wielki 1393                                                                     |
| Hrabia Holandii                            | - 1358 Albert 1404                                                                              |
| Cesarz Japonii                             | - 1339 Go-Murakami 1368                                                                         |
| Kalif                                      | - 1362 Al-Mutawakkil I 1383                                                                     |
| Król Kastylii i Leónu                      | - 1350 Piotr I Okrutny 1369                                                                     |
| Patriarcha Konstantynopola                 | - 1364 Filoteusz Kokkin 1376                                                                    |
| Władca Korei                               | - 1351 Kongmin 1374                                                                             |
| Wielki książę litewski                     | - 1345 Olgierd 1377                                                                             |
| Cesarz Majapahitu                          | - 1350 Hajam Wuruk 1389                                                                         |
| Sułtan Maroka                              | - 1361 Muhammad III 1366                                                                        |
| Książę Mediolanu                           | - 1354 Galeazzo II 1378 - 1354 Bernabò 1385                                                     |
| Wielki książę moskiewski                   | - 1359 Dymitr Doński 1389                                                                       |
| Król Nawarry                               | - 1349 Karol II Zły 1387                                                                        |
| Król Norwegii                              | - 1343 Haakon VI Magnusson 1380                                                                 |
| Elektor Palatynatu                         | - 1356 Ruprecht I 1390                                                                          |
| Papież                                     | - 1362 Urban V 1370                                                                             |
| Król Portugalii                            | - 1357 Piotr I 1367                                                                             |
| Cesarz Rzymski (niemiecki)                 | - 1346 Karol IV Luksemburski 1378                                                               |
| Kapitanowie Regenci San Marino             | - 1364 Guidino di Giovanni Cecco di Chillo 1364 - 1364 Foschino Calcigni Corbello Giannini 1364 |
| Car Serbii                                 | - 1355 Stefan Urosz V Nijaki 1371                                                               |
| Elektor Saksonii                           | - 1356 Rudolf II Askańczyk 1370                                                                 |
| Król Szkocji                               | - 1329 Dawid II Bruce 1371                                                                      |
| Król Szwecji                               | - 1362 Haakon VI Magnusson 1364 - 1364 Albrecht Meklemburski 1389                               |
| Król Tajlandii                             | - 1350 Ramathibodi I 1369                                                                       |
| Sułtan Turków                              | - 1360 Murad I 1389                                                                             |
| Doża Wenecji                               | - 1361 Lorenzo Celsi 1365                                                                       |
| Król Węgier                                | - 1342 Ludwik Andegaweński 1382                                                                 |
| Wielki mistrz zakonu krzyżackiego          | - 1351 Winrich von Kniprode 1382                                                                |

Rok 1364 / MCCCLXIV
stulecia: XIII wiek ~
XIV wiek ~
XV wiek

lata: 1354 «
1359 «
1360 «
1361 «
1362 «
1363 «
1364
» 1365
» 1366
» 1367
» 1368
» 1369
» 1374

## Wydarzenia w Polsce
- 28 marca – w obecności króla Kazimierza Wielkiego arcybiskup gnieźnieński Jarosław Bogoria Skotnicki konsekrował katedrę na Wawelu.
- 12 maja – król Kazimierz Wielki wydał przywilej fundacyjny Uniwersytetu Krakowskiego.
- 22 maja – król Kazimierz Wielki nadał prawa miejskie Skawinie.
- 4 lipca – miasto Barczewo otrzymało prawa miejskie od biskupa warmińskiego Jana Stryprocka na prawie chełmińskim.
- 1 września – papież Urban V wydał bullę powołującą do życia Uniwersytet Krakowski.
- Wrzesień – zjazd monarchów w Krakowie, na którym miano rozstrzygnąć konflikt pomiędzy Habsburgami i Andegawenami dotyczącego patriarchatu akwilejskiego. W zjeździe wzięli udział: cesarz Karol IV, król Węgier Ludwik Andegaweński, Waldemar Duński, król Cypru Piotr, Rudolf IV książę Austrii, książę mazowiecki Siemowit III, książę opolski Władysław Opolczyk, książę słupski Bogusław V Pomorski oraz książę Bolko Świdnicki. Według legendy monarchów miał podejmować ucztą patrycjusz krakowski Mikołaj Wierzynek, bankier króla Kazimierza Wielkiego.

- 20 kwietnia - Król Kazimierz Wielki wystąpił do papieża o unieważnienie jego zgody na odpadnięcie od Polski ziem, należących niegdyś do Królestwa Polskiego, czyli Pomorza i Śląska, jako dokonane bez aprobaty Stolicy Apostolskiej. Suplika ta przez kancelarię papieską została opatrzona formułą "niech się stanie bez drugiego czytania", co oznaczało, że suplika zyskała aprobatę Stolicy Apostolskiej[1].
- Nadanie Kielcom i Radomiowi prawa magdeburskiego.
- Założono Aptekę Królewską w Toruniu, czynną do 2011 roku.
- Aktem królewskim założono wieś Mszanka, która została uposażeniem starostwa bieckiego.

## Wydarzenia na świecie
- 8 kwietnia – Karol V Mądry został królem Francji.
- 19 maja – Karol V Mądry został koronowany na króla Francji.
- 29 września – wojna stuletnia: zwycięstwo Anglików w bitwie o Auray.

## Urodzili się
- Christine de Pisan, Francuzka, pierwsza europejska zawodowa literatka (zm. około 1430)

## Zmarli
- 8 kwietnia – Jan II Dobry, król Francji (ur. 1319)
- 2 czerwca – Wacław I legnicki, książę legnicki z dynastii Piastów (ur. ok. 1314)
- 30 czerwca – Arnoszt z Pardubic, katolicki biskup i pierwszy arcybiskup praski (ur. 1297)
- 29 września – Karol de Blois, książę Bretanii, błogosławiony katolicki (ur. 1319)
- data dzienna nieznana:
  - Waldemar III, król Danii 1326–1329 (ur. 1314)
  - Gajah Mada, przywódca wojskowy Majapahit (ur. ?)